# San Marinos Grand Prix 1989
San Marinos Grand Prix 1989 var det andra av 16 lopp ingående i formel 1-VM 1989.

## Resultat
1. Ayrton Senna, McLaren-Honda, 9 poäng
2. Alain Prost, McLaren-Honda, 6
3. Alessandro Nannini, Benetton-Ford, 4
4. Thierry Boutsen, Williams-Renault, 3
5. Derek Warwick, Arrows-Ford, 2
6. Jonathan Palmer, Tyrrell-Ford, 1
7. Alex Caffi, BMS Scuderia Italia (Dallara-Ford)
8. Gabriele Tarquini, AGS-Ford
9. Eddie Cheever, Arrows-Ford
10. Andrea de Cesaris, BMS Scuderia Italia (Dallara-Ford)
11. Johnny Herbert, Benetton-Ford
12. Nicola Larini, Osella-Ford (varv 52, snurrade av)

### Förare som bröt loppet
- Martin Brundle, Brabham-Judd (varv 51, bränslesystem)
- Satoru Nakajima, Lotus-Judd (46, för få varv)
- Luis Pérez Sala, Minardi-Ford (43, snurrade av)
- Mauricio Gugelmin, March-Judd (39, transmission)
- Nelson Piquet, Lotus-Judd (29, motor)
- Nigel Mansell, Ferrari (23, växellåda)
- Riccardo Patrese, Williams-Renault (21, motor)
- Stefano Modena, Brabham-Judd (19, snurrade av)
- Pierluigi Martini, Minardi-Ford (6, växellåda)
- Gerhard Berger, Ferrari (3, olycka)
- Ivan Capelli, March-Judd (1, snurrade av)
- Philippe Alliot, Larrousse (Lola-Lamborghini) (0, elsystem)
- Yannick Dalmas, Larrousse (Lola-Lamborghini) (0, elsystem)

### Förare som diskvalificerades
- Olivier Grouillard, Ligier-Ford (varv 4)

### Förare som ej kvalificerade sig
- Michele Alboreto, Tyrrell-Ford
- Rene Arnoux, Ligier-Ford
- Christian Danner, Rial-Ford
- Roberto Moreno, Coloni-Ford

### Förare som ej förkvalificerade sig
- Bertrand Gachot, Onyx-Ford
- Gregor Foitek, EuroBrun-Judd
- Piercarlo Ghinzani, Osella-Ford
- Stefan "Lill-Lövis" Johansson, Onyx-Ford
- Joachim Winkelhock, AGS-Ford
- Pierre-Henri Raphanel, Coloni-Ford
- Aguri Suzuki, Zakspeed-Yamaha
- Bernd Schneider, Zakspeed-Yamaha
- Volker Weidler, Rial-Ford